# Ì
Ì یک نویسهٔ الفبای لاتین است که بیشتر از آن در نویسه‌گردانی اوکرائینی برای نشان‌دادن حرف سیریلیک І بهره‌می‌برند. در پین‌یین ì نشان‌دهندهٔ i با نواخت پایین است. این نویسه همچنان در زبان‌های ایتالیایی، تائوس، ویتنامی، میشتک سیلاکایوئاپان، ویلزی و همچنین زبان ساختگی نأوی کاربرد دارد.

## منبع
Wikipedia contributors, "Ì," Wikipedia, The Free Encyclopedia, http://en.wikipedia.org/w/index.php?title=%C3%8C&oldid=603614871 (accessed July 10, 2014). 